# George Wombwell
George Wombwell, (né le 24 décembre 1777 à Dudnorend, près de Saffron Walden dans l'Essex; mort le 16 novembre 1850 à Northallerton dans le Yorkshire), est un célèbre propriétaire de ménagerie exposant dans la Grande-Bretagne victorienne. Il a fondé en 1810 la  Ménagerie ambulante Wombwell. 

## Vie et travaux
George Wombwell est né à Wendon Lofts, dans l'Essex en 1777. Il s'installe à Londres en 1804 et devint un cordonnier dans Soho. Toutefois, lorsqu'un navire revenant d'Amérique du Sud a apporté deux boas aux docks de Londres, il les a acheté pour 75 £ et a commencé à les exposer dans les tavernes. Il en a rapidement tiré un bon bénéfice. 
Wombwell a commencé alors à acheter des animaux exotiques provenant des navires qui revenaient d'Afrique, d'Australie et d'Amérique du Sud, et a collecté toute une ménagerie qu'il a mise en exhibition dans Soho. En 1810, il a fondé la Ménagerie ambulante Wombwell et a commencé à visiter les foires de Grande-Bretagne. En 1839, son convoi s'élevait à quinze wagons. 
La ménagerie a compris des éléphants, des girafes, un gorille, une hyène, des kangourous, des léopards, six lions, des lamas, des singes, des ocelots, des onagres, des autruches, des panthères, un rhinocéros (« la vraie licorne de l'Écriture »), trois tigres, des zèbres et des chats sauvages. Cependant, parce que beaucoup de ces animaux étaient originaires des climats plus chauds, beaucoup d'entre eux sont morts sous le climat britannique. Parfois, Wombwell pouvait mettre à profit le corps pour le vendre à un taxidermiste ou une école de médecine - s'il ne pouvait pas exposer l'animal mort comme une meilleure curiosité que celui vivant. 
Wombwell a fait reproduire et a élevé lui-même de nombreux animaux, y compris le premier lion à être élevé en captivité en Grande-Bretagne, qui est né en 1812 à Édimbourg, il l'a baptisé Wallace en l'honneur de du chevalier écossais William Wallace. En 1825 à Warwick, Wombwell organisa un combat de chiens et de lions, entre son lion docile Néron et six bullmastiffs. Néron refusa de lutter mais quand Wombwell libéra Wallace, celui-ci tua les chiens et la lutte fut rapidement arrêtée. 
Au fil des ans, Wombwell a étendu son entreprise à un total de trois ménageries qui ont voyagé aux quatre coins du pays. Il a été invité à la cour royale à cinq reprises pour exposer ses bêtes, trois fois devant la reine Victoria. 
Une fois que le prince Albert de Saxe-Cobourg et Gotha l'a convoqué pour lui demander de regarder ses chiens qu'il gardait mourants, Wombwell a vite remarqué que l'eau était empoisonnée. Lorsque le prince lui a demandé ce qu'il pouvait faire pour lui,  Wombwell a dit « Que pouvez-vous donner à un homme qui a tout ? ». Un an plus tard, lorsque Wombwell était de nouveau devant la cour pour présenter son "éléphant du Siam", le Prince Albert lui a fait don d'un cercueil en chêne. Aussi, Wombwell a procédé à l'exposition de celui-ci contre la perception d'une taxe spéciale.
Wombwell a fréquenté la foire de Saint-Barthélemy à Londres et a même développé une rivalité avec un autre exposant, Atkins. Une fois qu'il fut arrivé à la foire, son éléphant est mort et Atkins mit en place un panneau avec écrit "Le seul éléphant vivant de la foire". Wombwell répondit  simplement avec une affiche avec les mots "Le seul éléphant mort de la Foire" et a expliqué que de voir un éléphant mort était une chose beaucoup plus rare que d'en voir un vivant. Le public, de s'apercevoir qu'il pouvait voir, à tout moment, un éléphant vivant, y affluait pour voir généralement le seul éléphant mort! Ainsi tout au long de la foire, la ménagerie d'Atkins fut largement désertée, à son grand dégoût. 
George Wombwell mourut en 1850 et fut enterré au cimetière de Highgate à Londres, sous une statue de son lion Néron.